# Турчанинова, Евдокия Дмитриевна
Евдоки́я Дми́триевна Турчани́нова (в замужестве — Крахт; 2 [14] марта 1870, Москва — 27 декабря 1963, Москва, РСФСР, СССР) — российская и советская актриса, мастер художественного слова (чтец), педагог. Народная артистка СССР (1943). Лауреат двух Сталинских премий l степени (1943, 1948). Кавалер двух орденов Ленина (1945, 1949).

## Биография
Родилась 2 (14) марта 1870 года в Москве, в семье капельдинера, позже — кассира Малого театра.
Училась в драматической школе П. М. Неведкина. В 1891 году окончила драматические курсы при Московском театральном училище (ныне — Высшее театральное училище имени М. С. Щепкина), где училась под руководством А. П. Ленского, и была принята в труппу Малого театра.
Свой путь на сцене начинала как комедийная актриса и травести, при этом играла и хара́ктерные роли, и роли старух. Первой её ролью стала Ульяна в спектакле по пьесе «Воевода» А. Н. Островского, сыгранная в 1891 году. Выдвинулась в роли Тани в спектакле «Плоды просвещения» Л. Н. Толстого, сыгранном в том же году. Обаяние актрисы, её эмоциональность и непосредственность игры обеспечили ей успех.
Особенно удавались роли, требующие умения исполнения народных песен и танцев, она обладала хорошим голосом и училась пению у оперной певицы Э. К. Павловской (впоследствии заслуженной артистки РСФСР).
Успех актрисы в возрастных ролях был настолько значительным, что амплуа старухи закрепилось за ней ещё со времён выпуска из училища. Значительное место в репертуаре занимали пьесы А. Н. Островского, во многих из которых она поочерёдно играла все или почти все женские роли («Трудовой хлеб», «Гроза», «Свои люди — сочтёмся», «Правда — хорошо, а счастье лучше», «Воевода»). Весь репертуарный список включает 373 роли.
Одновременно с работой на сцене Малого театра в 1898—1907 годах выступала также в его молодёжном филиале (Новый театр).
С 1910 года вела педагогическую работу, в 1918—1923 годах преподавала на драматических курсах при Малом театре.
Во время войны актриса передала свои денежные средства в Фонд обороны.
Выйдя из состава труппы в 1959 году, до 1961 года продолжала выступать с художественными чтениями.
В 1959 году Всероссийское театральное общество выпустило книгу, посвящённую творчеству Е. Д. Турчаниновой.
Евдокия Дмитриевна Турчанинова скончалась в Москве 27 декабря 1963 года. Похоронена на Калитниковском кладбище.

## Звания и награды
- Народная артистка РСФСР (23.09.1937)[4]
- Народная артистка СССР (1943)
- Сталинская премия первой степени (1943) — за многолетние выдающиеся достижения[5][6]
- Сталинская премия первой степени (1948) — за участие в спектакле «Великая сила» Б. С. Ромашова

Награды:
- 1937 — Орден Трудового Красного Знамени (23.09.1937 — за выдающиеся заслуги в деле развития русского театрального искусства)
- 1945 — Медаль «За доблестный труд в Великой Отечественной войне 1941—1945 гг.»
- 1945 — Орден Ленина
- 1947 — Медаль «В память 800-летия Москвы»
- 1949 — Орден Ленина
- 1960 — Орден Трудового Красного Знамени

## Роли в театре
Сезон 1891/92 года
- Вдова Ульяна — «Воевода» («Сон на Волге») А. Островского
- Надежда Михайловна — «Жоржинька» Ф. Куманина
- Бояркина — «Беда от нежного сердца» В. Соллогуба
- Сысоева — «Аргунин» («Отрава жизни») В. Крылова
- Линицкая — «Душа человека» И. Шпажинского
- Таня — «Плоды просвещения» Л. Толстого
- Варвара — «Гроза» А. Островского
- Липочка — «Свои люди — сочтёмся» А. Островского
- Калерия Ивановна — «Золотая рыбка» И. Салова и И. Ге
- Наденька — «Маленькая война» И. Мясницкого
- Попова — «Медведь» А. Чехова
- Чубукова — «Предложение» А. Чехова

Сезон 1892/93 года
- Фрозина — «Скупой» Мольера
- Клучкина — «Бедовая бабушка» А. Баженова
- Евгения Львовна, Ключница — «Трудовой хлеб» А. Островского
- Невская — «Она его ждёт» В. Родиславского
- Коринкина — «Без вины виноватые» А. Островского
- Рыткина — «В родном углу» П. Невежина
- Маша — «Татьяна Репина» А. Суворина

Сезон 1893/94 года
- Марья — «Василиса Мелентьева» А. Островского и С. Гедеонова
- Козлиха — «Венецейский истукан» П. Гнедича
- Хрящикова, Марфуша — «Сережа» Э. Маттерна
- Г-жа Мяу — «Жених нарасхват» Д. Ленского
- Бляхина — «Это мой маленький каприз» В. Крылова
- Карская — «Из-за мышонка» («Мышеловка») А. Розо
- Косецкая — «Разведёмся» А. Трофимова
- Груша — «Не так живи, как хочется» А. Островского
- Рыжикова — «Я играю большую роль» Д. Гарина
- Марфа Севостьянова — «Невольницы» А. Островского
- Дуня — «Ночное» М. Стаховича
- Глафира — «Волки и овцы» А. Островского
- Майер, Курчина — «Цепи» А. Сумбатова
- Марсела — «Собака садовника» Л. де Веги
- Атуева — «Свадьба Кречинского» А. Сухово-Кобылина
- Софья — «Флирт» М. Балуцкого
- Лика, Хвостова — «Шалость» В. Крылова
- Лиза — «Горе от ума» А. С. Грибоедова
- Фёкла Ивановна — «Женитьба» Н. Гоголя
- Елена Михайловна — «Уголок Москвы» Вл. Александрова.
- Альма — «Честь» Г. Зудермана
- Мистрис Сондерс — «Жорж Сюлливан» Мельвиля
- Анна Ивановна — «Бедность не порок» А. Островского
- Славская — «Откуда сыр-бор загорелся» В. Александрова
- Кривская (вдова), Кривская (замужняя дама) — «Которая из двух?» Н. Куликова
- Тото — «В горах Кавказа» И. Щеглова
- Ефросинья Потаповна — «Бесприданница» А. Островского
- Баронесса Штраль — «Маскарад» М. Лермонтова
- Анна Охрименко — «Первая муха» В. Крылова
- Мотя Окунькова — «Мотя» К. Тарновского

Сезон 1894/95 года
- Кукушкина — «Басни Крылова» В. Крылова
- Дунька — «В разлуке» Е. Гославского
- Варвара Фёдоровна — «Душегубы» В. Величко
- Гурьянова — «О-во поощрения скуки» В. Крылова
- Виленина — «Поветрие» Н. Вильде
- Ласточкина — «Уездный Шекспир» И. Гурлянда
- Недыхляева (Маничка) — «Кручина» И. Шпажинского
- Настя — «Счастливый день» А. Островского и Н. Соловьева

Сезон 1895/96 года
- Марина — «Власть тьмы» Л. Толстого
- Федула — «Гувернантка» Н. Тимковского
- Дуня — «При должности» П. Невежина
- Смельская — «Таланты и поклонники» А. Островского
- Бетси — «Плоды просвещения» Л. Толстого
- Улита — «Лес» А. Островского
- Ольга Фроловна — «Последняя воля» Вл. Немировича-Данченко
- Людмила Борисовна — «Старый заказ» А. Сумбатова
- Хильнер — «Женский вопрос» Л. Фульды
- Анисья — «Власть тьмы» Л. Толстого
- Мейер — «Муж знаменитости» А. Сумбатова
- Поленина — «Шато икем» Н. Северин
- Кочевникова — «Золото» Вл. Немировича-Данченко

Сезон 1896/97 года
- Красавина,  Пеженова — «За чем пойдешь, то и найдешь» («Женитьба Бальзаминова») А. Островского
- Глаша — «Каширская старина» Д. Аверкиева
- Таиса Ефимовна — «Кручина» И. Шпажинского
- Мавра — «О время!» Екатерины II
- Становиха — «Приступом» И. Шпажинского
- Космачёва — «Тёмная сила» И. Шпажинского
- Надежда Михайловна — «Троеженец» Н. Тулетова
- Саша — «Цена жизни» Вл. Немировича-Данченко

Сезон 1897/98 года
- Мавра — «За обедом» Н. Тимковского
- Доркас — «Зимняя сказка» У. Шекспира
- Поликсена — «Правда — хорошо, а счастье лучше» А. Островского
- Наталья — «Комик XVII столетия» А. Островского
- Феня — «Пашенька» Н. Персияниновой (Н. Л. Рябовой)
- Хорошилова — «Питомка» И. Шпажинского
- Палаша — «Простушка и воспитанная» Д. Ленского
- Вера — «Разрушенный дом» В. Крылова

Сезон 1898/99 года
- М-ль Штерн — «Блестящая карьера» Т. фон Трота
- Эльза — «Бой бабочек» Г. Зудермана
- Сурмилова — «Лев Гурыч Синичкин» Д. Ленского
- Батракова — «От преступления к преступлению» В. Крылова
- Марья Антоновна — «Ревизор» Н. Гоголя
- Керубино — «Свадьба Фигаро» Бомарше
- Луша — «Тяжёлые дни» А. Островского
- М-ль Иветт — «Разгром» («В 12-м году») П. Гнедича
- Клавдия Тимофеевна — «Цена жизни» Вл. Немировича-Данченко
- Рыдлова, Уилькс — «Джентльмен» А. Сумбатова
- Акулина — «Власть тьмы» Л. Толстого

Сезон 1899/900 года
- Марфинька — «Девичий переполох» В. Крылова
- Мици Шлагер — «Забава» А. Шницлера
- Николетта — «Мещанин во дворянстве» Мольера
- Ирина Лавровна — «Последняя жертва» А. Островского
- Розина — «Севильский цирюльник» Бомарше

Сезон 1900/01 года
- Зинаида Александровна — «Бурное утро» В. Бегичева
- Алёна Федотовна — «Около денег» А. Потехина
- Лель — «Снегурочка» А. Островского
- Клара — «Соломенная шляпка» Э. Лабиша
- Тони Лейтенбергер — «Школьные товарищи» Л. Фульды

Сезон 1901/02 года
- Воробьина — «Накипь» П. Боборыкина
- Милитриса — «Разрыв-трава» Е. Гославского
- Клара Гендрихс — «Современная молодежь» О. Эрнста

Сезон 1902/03 года
- Пименова — «Благотворительница» Н. Персияниновой (Н. Л. Рябовой)
- Ренэ де Ломени — «Буйный ветер» Ф. Гальма
- Мистрис Форд — «Виндзорские проказницы» У. Шекспира
- Софья Ивановна — «Мёртвые души» («Разговор двух дам») Н. Гоголя
- Каркунова — «Сердце не камень» А. Островского
- Прюданс — «Дама с камелиями» А. Дюма-сына
- Серафима — «Сильные и слабые» Н. Тимковского

Сезон 1903/04 года
- Гиза Хольм — «Воспитатель Флаксман» О. Эрнста
- Агата Брюкнер — «Даровой пассажир» О. Блюменталь и Г. Кадельбурга
- Маргарита — «Заколдованный принц, или Переселение душ» Н. Куликова
- Федосья Игнатьевна (Феня) — «Майорша» И. Шпажинского
- Лида — «Новый скит» П. Гнедича
- Мадам де Лож — «Сен Марс» П. Капниста

Сезон 1904/05 года
- Кетти — «В старом Гейдельберге» В. Мейера-Фёрстера
- Марья Власьевна — «Воевода» («Сон на Волге») А. Островского
- Ксения Ивановна — «В сельце Отрадном» С. Мамонтова

Сезон 1905/06
- Зарецкая — «Коридорная система» Е. Владимировой (Е. П. Виндинг)
- Юлия — «Мастер» Г. Бара
- Петрова — «Невод» А. Сумбатова

Сезон 1906/07 года
- Фрейлейн Ципсер — «Звезда» Г. Бара
- Кора Майнарди — «Праздник жизни» Г. Зудермана
- Красавина — «Праздничный сон — до обеда» А. Островского
- Красавина — «Свои собаки грызутся, чужая не приставай» А. Островского
- Мисс Гоббс, Беула Персиваль — «Мисс Гоббс» Дж. Джерома

Сезон 1908/09 года
- Коблова — «Невольницы» А. Островского
- Лебёдкина — «Поздняя любовь» А. Островского
- Фрейлейн Вест — «Рабочий дом» К. Фибих
- Акулина — Альда. «Франческа да Римини» Г. д’Аннунцио
- Дама среднего света — «Театральный разъезд после представления новой комедии» Н. Гоголя
- Жена — «Их четверо» («Трагедия глупых людей») Г. Запольской
- Мария — «Материнское благословение» Н. Перепельского
- Tea — «Праздник жизни» Г. Зудермана
- Варвара Ивановна — «Сильные и слабые» Н. Тимковского
- Черенкова — «В осадном положении» В. Крылова
- Анна Григорьевна — «Мёртвые души» («Разговор двух дам») Н. Гоголя

Сезон 1909/10 года
- Балаклавцева — «Болотные огни» П. Гнедича
- Хорькова — «Бедная невеста» А. Островского
- Акулька — «В старые годы» И. Шпажинского
- Марья Павловна — «Жены» Д. Айзмана
- Анна Антоновна — «Не в свои сани не садись» А. Островского
- М-ль Рамбер — «Очаг» О. Мирбо
- Старая дева — «Путаница, или 1840-й год» Б. Беляева
- Степанида Егоровна — «Старый обряд» А. Будищева

Сезон 1910/11 года
- Курицина — «Грех да беда на кого не живёт» А. Островского
- Като — «Жеманницы» Мольера
- Туанетта — «Мнимый больной» Мольера
- Липа Упадкина — «Светлая личность» Е. Карпова

Сезон 1911/12 года
- Назарьина — «Грань» Н. Тимковского
- Мадлон — «Жеманницы» Мольера
- Фру Линде — «Кукольный дом» Г. Ибсена
- Мисс Пирпойнд — «На полпути» А. Пинеро
- Кухарка — «Плоды просвещения» Л. Толстого
- Мотылева — «Прохожие» В. Рышкова

Сезон 1912/13 года
- Василиса — «Ассамблея» П. Гнедича
- Конкорди Лещ Коко — «Дама из Торжка» Ю. Беляева
- Дьячиха — «Двенадцатый год» А. Бахметьева
- Лизетта — «Дебют Венеры» Э. Гойера
- Няня — «1613-й год» Н. Чаева
- Поспелова — «История одного брака» Вл. Александрова
- Елена Петровна — «Профессор Сторицын» Л. Андреева
- Карповна — «Роман тёти Ани» С. Найдёнова
- Фелицата — «Правда — хорошо, а счастье лучше» А. Островского

Сезон 1913/14 года
- Анна Егоровна — «Две правды» В. Шмидта
- Основская — «Проигранная партия» А. Алпатина (А. М. Лопатина)
- 3ыбкина — «Правда — хорошо, а счастье лучше» А. Островского
- Анна Андреевна — «Ревизор» Н. Гоголя (III акт). (Вся роль сыграна впервые в 1918 году)
- Жакелина — «Лекарь поневоле» Мольера
- Людмила Ивановна — «Тень» Н. Тимковского
- 1-я Ведьма — «Макбет» У. Шекспира
- Мамка царицы — «Василиса Мелентьева» А. Островского и С. Гедеонова
- Леди Шаттлеворс — «Принцесса Сильвия» Е. фон Арним

Сезон 1914/15 года
- Татьяна Юрьевна — «Козьма Захарьич Минин-Сухорук» А. Островского
- Бальзаминова — «Свои собаки грызутся, чужая не приставай» А. Островского
- Бальзаминова — «За чем пойдешь, то и найдешь» («Женитьба Бальзаминова») А. Островского
- Баронесса — «Красная звезда» Г. Бара
- Рославцева, Домна, Каринская — «Сестры Кедровы» Н. Григорьева-Истомина
- Г-жа де Лудан — «В царстве скуки» Э. Пальерона
- Бальзаминова — «Праздничный сон — до обеда» А. Островского
- Поликсена Григорьевна — «Трудовой хлеб» А. Островского

Сезон 1915/16 года
- Недвига, Старуха, хозяйка постоялого двора, Настасья — «Воевода» («Сон на Волге») А. Островского
- Бузе — «Работница» С. Найдёнова
- Галчиха — «Без вины виноватые» А. Островского
- Сеткина — «Вторая молодость» П. Невежина
- Лодыженская — «Козырь» В. Тихонова
- Шитикова — «Нечистая сила» А. Толстого
- Готовцева — «Вторая молодость» П. Невежина
- Дульская, Квартирантка — «Мораль пани Дульской» Г. Запольской
- Устинья Наумовна — «Свои люди — сочтёмся» А. Островского

Сезон 1916/17 года
- Пучкова — «Семья Пучковых и собака» Н. Григорьева-Истомина
- Молохович — «Ночной туман» А. Сумбатова
- Савишна — «Романтики» Д. Мережковского
- Комарова — «В новой семье» Вл. Александрова
- Ознобина — «Пылкая страсть» Р. Луэрнгеймера
- Оленька — «Старый друг лучше новых двух» А. Островского
- Лидия Борисовна — «Непогребенные» В. Евдокимова
- Клара Альбертовна — «Поруганный» П. Невежина
- Настя — «На дне» М. Горького
- Гущина, Татьяна Николаевна — «Старый друг лучше новых двух» А. Островского
- Долгова — «Касатка» А. Толстого
- Феклуша — «Гроза» А. Островского
- Пошлёпкина — «Ревизор» Н. Гоголя
- Ашметьева — «Дикарка» А. Островского и Н. Соловьева
- Кукушкина — «Доходное место» А. Островского

Сезон 1917/18 года
- Княгиня Тугоуховская — «Горе от ума» А. С. Грибоедова
- Старуха — «Декабрист» П. Гнедича
- 3изи — «Слабая струна» Н. Баташева
- Глафира Фирсовна — «Последняя жертва» А. Островского
- Евдокия Антоновна — «Дни нашей жизни» Л. Андреева
- Тереза — «Сестра Тереза» («За монастырской стеной») Луиджи Камолетти
- Бахтеева — «Жизнь за мгновение» И. Булацеля
- Сорокодумова — «Псиша» Ю. Беляева
- Аграфена Кондратьевна — «Свои люди — сочтёмся» А. Островского
- Феона, Агния, Круглова — «Не всё коту масленица» А. Островского
- Геничка, Изотьевна — «Никудышники и солидные люди» М. Северной
- Марина — «Дядя Ваня» А. Чехова
- Евгения — «На бойком месте» А. Островского
- Графиня-внучка — «Горе от ума» А. Грибоедова
- Арина Ивановна — «Дети Ванюшина» С. Найдёнова
- Дорина — «Тартюф» Мольера
- Шаблова — «Поздняя любовь» А. Островского
- Кабанова (Кабаниха) — «Гроза» А. Островского
- Книртье — «Гибель „Надежды“» Г. Гейерманса
- Барабошева — «Правда — хорошо, а счастье лучше» А. Островского
- Кручинина — «Без вины виноватые» А. Островского
- Кармина — «Женитьба Белугина» А. Островского и Н. Соловьева

Сезон 1918/19 года
- Посадница — «Посадник» А. Толстого
- Нерина — «Проделки Скапена» Мольера
- Дарья Ивановна — «Злая яма» К. Фоломеева
- Катерина — «Друг Фрит!» Эркмана-Шатриана
- Захаровна — «Старик» М. Горького
- Костомарова — «Анфиса» Л. Андреева
- Домна Пантелеевна — «Таланты и поклонники» А. Островского
- Катарина — «Укрощение строптивой» У. Шекспира

Сезон 1919/20 года
- Анфуса Тихоновна — «Волки и овцы» А. Островского
- Сандырева — «Счастливый день» А. Островского и Н. Соловьева

Сезон 1920/21 года
- Огудалова — «Бесприданница» А. Островского
- Авдотья — «Авдотьина жизнь» С. Найдёнова
- Рыдлова — «Джентльмен» А. Сумбатова
- Мурзавецкая — «Волки и овцы» А. Островского
- Заплаксина — «Сельские эскулапы» А. Чехова
- Гурмыжская — «Лес» А. Островского
- Спиридоновна — «Не так живи, как хочется» А. Островского
- Аграфена Платоновна — «В чужом пиру похмелье» А. Островского
- Белугина — «Женитьба Белугина» А. Островского и Н. Соловьева
- Иссахар — «Измена» А. Сумбатова
- Матрёна — «Власть тьмы» Л. Толстого
- Веточкина — «Холопы» П. Гнедича
- Чебоксарова — «Бешеные деньги» А. Островского
- Де Форнарис — «Бесчестные» Д. Роветта
- Авдотья Степановна — «Цена жизни» Вл. Немировича-Данченко
- Мария Луиза фон дер Дюнен — «Тёмное пятно» Ф. Мольнара
- Леди Мильфорд — «Коварство и любовь» Ф. Шиллера
- Фрума — «За океаном» Я. Гордина
- Акулина — «От ней все качества» Л. Толстого

Сезон 1921/22 года
- Мод — «Как они хотели жениться» С. Моэма
- Анна Кеннеди — «Мария Стюарт» Ф. Шиллера
- Резцова — «Гувернёр» В. Дьяченко
- Вера — «Надо разводиться» В. Крылова
- Бродяга — «Огни Ивановой ночи» Г. Зудермана
- Амалия Богдановна — «Забубенная головушка» Ф. Кареева
- Головлёва — «Иудушка», по роману «Господа Головлёвы» М. Салтыкова-Щедрина
- Мигачёва — «Не было ни гроша, да вдруг алтын» А. Островского

Сезон 1922/23 года
- Еремеевна — «Недоросль» Д. Фонвизина
- Миссис Кендэр — «Школа злословия» Р. Шеридана
- Цветкова — «Благодать» Л. Урванцова
- Талбухина (толстая барыня) — «Плоды просвещения» Л. Толстого
- Алекина — «Нищие духом» Н. Потехина
- Аврора Кузьминишна — «Мамаево нашествие» И. Щеглова
- Мисс Зеленджер — «Я так хочу» («Мистрис Дот») С. Моэма
- Пестова — «Дворянское гнездо» по И. Тургеневу
- Анжелика Пурини — «Пришла, увидела, победила» А. Тестони
- Г-жа Даум — «Панна Малишевская» Г. Запольской
- Лизавета Фоминишна — «Соколы и вороны» А. Сумбатова и Вл. Немировича-Данченко
- Виляева — «Казённая квартира» В. Рышкова
- Мистрис Ордайн — «Девушка из Сирии» Н. Крашенинникова (по роману Дж. Локка)
- Г-жа Ширмер — «Дурак» Л. Фульды
- Настасья — «Хамка» М. Константинова
- Житова — «Оболтусы-ветрогоны» Л. Яковлева
- Недососова — «Хрущёвские помещики» А. Федотова

Сезон 1923/24 года
- Глумова — «На всякого мудреца довольно простоты» А. Островского
- Парди — «Дары волхвов» Юр. Юрьина (по новелле О. Генри)
- Вижа — «Медвежья свадьба» А. Луначарского
- Анна Павловна — «Живой труп» Л. Толстого
- Чемерицына — «Омут» М. Владыкина
- Анна Львовна — «Маленькая женщина» О. Миртова (О. Э. Котылева (Негрескул))

Сезон 1924/25 года
- Миссис Старкведер — «Волчьи души» («Кража») Дж. Лондона
- Катерина — «Матрос» Т. Соваж и Э. Делюрье
- Турусина — «На всякого мудреца довольно простоты» А. Островского
- Франсуаза Артикль — «Иван Козырь и Татьяна Русских» Д. Смолина
- Княгиня — «Чародейка» И. Шпажинского
- Халымова — «Сердце не камень» А. Островского
- Марта Оуэн — «Анна Кристи» Ю. О’Нейля
- Докутовская — «Ведьма» В. Трахтенберга

Сезон 1925/26 года
- Дарья Константиновна — «Аракчеевщина» И. Платона
- Мэри Бирд — «Хижина дяди Тома» М. Фёдорова по роману Г. Бичер-Стоу
- Графиня-бабушка — «Горе от ума» А. Грибоедова
- Спиридоновна — «Брат наркома» Н. Лернера
- Фалурдель — «Собор Парижской богоматери» Н. Крашенинникова по роману В. Гюго
- Гулячкина — «Мандат» Н. Эрдмана
- Герцогиня Мальборо — «Стакан воды» Э. Скриба
- Мать Манефа — «Семь жен Иоанна Грозного» Д. Смолина
- Мисс Абеи — «Мисс Гоббс» Дж. Джерома

Сезон 1926/27 года
- Горностаева, Марья — «Любовь Яровая» К. Тренёва
- Старуха, нянька — «Последний жемчуг» Н. Персияниновой (Н. Л. Рябовой)
- Домна — «Амур в лапоточках» П. Сухотина по Н. Лескову

Сезон 1927/28 года
- Г-жа Дюфур — «Пока они сражались» Б. Вакса и Э. Матерна по роману С. Берже
- Щербацкая — «Анна Каренина» по роману Л. Толстого
- Софья Ивановна — «Катюша Маслова» по роману Л. Толстого «Воскресение»
- Дора — «Флавия Тессини» («Из подвала») Т. Щепкиной-Куперник

Сезон 1928/29 года
- Епанчина — «Идиот» по роману Ф. Достоевского
- Марфа — «Жена» К. Тренёва
- Дубравина — «Огненный мост» Б. Ромашова

Сезон 1929/30 года
- Балканиха — «Растеряева улица» М. Нарокова по Г. Успенскому
- Павлина — «Ледолом» В. Чуркина по роману К. Горбунова

Сезон 1930/31 года
- Сысоева — «Горячие будни» Ю. Болотова
- Торцова — «Бедность не порок» А. Островского
- Ольга Егоровна — «Зеленый шум» Ю. Болотова
- Акулина — «Ясный лог» К. Тренёва

Сезон 1932/33 года
- Крицкая — «Обрыв» по роману И. Гончарова
- Баба — «Разгром» Н. Крашенинникова по роману А. Фадеева
- Розалинда — «Розалинда» Д. Барри

Сезон 1933/34 года
- Фрау Матьяшек — «Диплом» А. Бруштейн и Б. Зона
- Аграфена Тимофеевна — «Бойцы» Б. Ромашова

Сезон 1934/35 года
- Федосья Митрофановна — «Последняя бабушка из Семигорья» И. Евдокимова
- Эльга Рейс — «Вишни в снегу» И. Чекина
- Криницкая — «Соло на флейте» И. Микитенко

Сезон 1935/36 года
- Марья Петровна — «Слава» В. Гусева

Сезон 1937/38 года
- Горюнова — «Дружба» В. Гусева

Сезон 1938/39 года
- Г-жа Гранде — «Евгения Гранде» С. Даби по роману О. де Бальзака

Сезон 1940/41 года
- Богаевская — «Варвары» М. Горького

Сезон 1941/42 года
- Долорес — «За родину» («Испанская легенда») Т. Щепкиной-Куперник

Сезон 1942/43 года
- Графиня Ростова — «Отечественная война 1812 года» по роману Л. Толстого «Война и мир». Инсценировка И. Судакова, Н. Гончарова, Н. Кружкова

Сезон 1943/44 года
- Миссис Хиггинс — «Пигмалион» Б. Шоу

Сезон 1945/46 года
- Петровна — «Самолёт опаздывает на сутки» Н. Рыбака и И. Савченко

Сезон 1946/47 года
- Дарья Васильевна — «Великая сила» Б. Ромашова

Сезон 1947/48 года
- Черемитова — «Минувшие годы» Н. Погодина
- Харитонова — «За тех, кто в море!» Б. Лаврёнева

Сезон 1948/49 года
- Арина Родионовна — «Наш современник» К. Паустовского

Сезон 1949/50 года
- Туманова — «Тайная война» В. Михайлова и Л. Самойлова

Сезон 1951/52 года
- Каренина — «Живой труп» Л. Толстого

Сезон 1952/53 года
- Марта Мильце — «Иначе жить нельзя» А. Софронова

Сезон 1954/55 года
- Горицвет — «Крылья» А. Корнейчука

Сезон 1956/57 года
- Крахоткина — «Село Степанчиково и его обитатели» по повести Ф. Достоевского

Сезон 1958/59 года
- Мисс Кроули — «Ярмарка тщеславия» У. Теккерея

## Телевидение
Телевизионные версии спектаклей Малого театра:
- 1951 — «Правда хорошо, а счастье лучше», по А. Н. Островскому — Мавра Тарасовна Барабошева
- 1952 — «Горе от ума», по А. С. Грибоедову — княгиня Тугоуховская
- 1952 — «На всякого мудреца довольно простоты», по А. Н. Островскому — Глафира Климовна Глумова
- 1953 — «Варвары. Сцены в уездном городе», по М. Горькому — Богаевская
- 1957 — «Пигмалион», по Б. Шоу — миссис Хиггинс
- 1959 — «Растеряева улица», по Г. И. Успенскому — Авдотья

## Фильмография
- 1960 — «Евгения Гранде» — госпожа Гранде

## Киновоплощения
- Звезда эпохи — Нина Гребешкова, 2005 год.